# Petromobile Company
Petromobile Company war ein US-amerikanischer Hersteller von Automobilen.

## Unternehmensgeschichte
Das Unternehmen wurde 1902 in Brooklyn im US-Bundesstaat New York gegründet. Im gleichen Jahr begann die Produktion von Automobilen. Der Markenname lautete Petromobile. Noch 1902 endete die Produktion.

## Fahrzeuge
Das Unternehmen stellte viele Teile für die Fahrzeuge selber her. Dazu gehörte der Ottomotor, der 9 PS leistete. Er war unter dem Sitz montiert und trieb über ein Zweiganggetriebe und eine Kette die Hinterachse an. Die Kraftübertragung wurde zugekauft, ebenso die Reifen und die Felgen. Gelenkt wurde in der Basisausführung mit einem Lenkhebel. Ein Lenkrad war als Option erhältlich.